# Vernacularisation des droits humains
 (mars 2024).
La vernacularisation des droits humains désigne les appropriations et les interprétations du concept global des droits de l'homme par des acteurs (juges, militants, etc.) afin de servir au sein de leurs communautés particulières. Ce concept d'anthropologie du droit a été introduit par Sally Engle Merry, avant tout pour décrire les manières dont les droits des femmes promus en tant que droits universels et naturels sont incorporés et compris dans des ordres juridiques spécifiques. Elle l'utilise par exemple pour décrire la manière dont les femmes en Inde revendiquent l'égalité des genres en insérant cette revendication dans leurs environnements juridiques et culturels à travers les nari adalat.